# Перед революцией
«Перед революцией» (итал. Prima della rivoluzione) — второй кинофильм Бернардо Бертолуччи, снятый в 1964 году по собственному сценарию.

## Сюжет
Юноша Фабрицио, наслушавшись рассуждений своего суицидально настроенного приятеля Агостино о необходимости революционного слома, порывает с навязанной ему буржуазным семейством невестой (Клелией) и в качестве радикального жеста вступает в связь со своевольной сестрой матери (Джиной). Однако постепенно он осознаёт бесплодность своего бунта и неспособность порвать с обеспеченной жизнью в лоне семьи ради идеалов марксизма. Фабрицио принимает решение вернуться к Клелии.

## В ролях
- Адриана Асти
- Франческо Барилли
- Аллен Миджетт
- Морандо Морандини
- Кристина Паризе
- Чекропе Барилли
- Эвелина Альпи
- Голиардо Падова
- Гвидо Фанти
- Сальваторе Энрико
- Амелия Борди

## Съёмочная группа
- Режиссёр — Бернардо Бертолуччи
- Автор сценария — Бернардо Бертолуччи
- Оператор — Альдо Скаварда
- Монтажер — Роберто Перпиньяни
- Композиторы — Джино Паоли, Эннио Морриконе

## Сценарий
При написании сценария 22-летний уроженец Пармы отталкивался от романа Стендаля «Пармская обитель» (1839). Название отсылает к знаменитому изречению Талейрана: «Тот, кто не жил в годы перед революцией, не может понять сладости жизни». Затронутая в фильме тема бунта молодёжи против «папочек»-конформистов предвещает события 1968 года. Под влиянием Годара фильм нашпигован аллюзиями на другие произведения сходной тематики.